# Тяжёлая атлетика на летних Олимпийских играх 1896 — толчок двумя руками
Соревнования по тяжёлой атлетике в толчке двумя руками среди мужчин на летних Олимпийских играх 1896 прошли 7 апреля. Приняли участие шесть спортсменов из пяти стран.

## Призёры
| Золото             | Серебро                         | Бронза                 |
| Вигго Йенсен Дания | Ланчестон Эллиот Великобритания | Сотириос Версис Греция |

## Соревнование
| Место | Спортсмен                  | Результат |
| ----- | -------------------------- | --------- |
| 1     | Вигго Йенсен (DEN)         | 111,5 кг  |
| 2     | Ланчестон Эллиот (GBR)     | 111,5 кг  |
| 3     | Сотириос Версис (GRE)      | 90,0 кг   |
| 4     | Георгиос Папасидерис (GRE) | 90,0 кг   |
| 4     | Карл Шуман (GER)           | 90,0 кг   |
| 6     | Момчило Тапавица (HUN)     | 80,0 кг   |